# BTエクスプレス
BTエクスプレス (ビー・ティー・エクスプレス、B. T. Express、オリジナルの名称はBrooklyn Trucking Express)は、アメリカ合衆国のファンク・バンド、ソウル・グループである。ニューヨークで結成された。音楽プロデューサーのランディ・ミューラーは、後にブラス・コンストラクションの作品も制作した。1974年にシングル「ドゥ・イット」がポップ・チャートでもクロスオーバー・ヒットとなった。続くシングル「エキスプレス」もヒットした。
日本では、アルバム「1980」収録の「ハヴ・サム・ファン」が、ディスコクラシックス、ダンスクラシックスとして愛されている。

## ディスコグラフィ

### スタジオ・アルバム
- 『ドゥ・イット (ティル・ユーア・サティスファイド)』 - Do It ('Til You're Satisfied) (1974年)
- 『ノンストップ』 - Non-Stop (1975年)
- 『エナジー・トゥ・バーン』 - Energy to Burn (1976年)
- 『ファンクション・アット・ザ・ジャンクション』 - Function at the Junction (1977年)
- 『シャウト! (シャウト・イット・アウト)』 - Shout! (Shout It Out) (1978年)
- 『1980』 - 1980 (1980年)
- 『キープ・イット・アップ』 - Keep It Up (1982年)

### シングル
- 「ドゥ・イット」 - "Do It ('Til You're Satisfied)" / "Do It ('Til You're Satisfied) Part II" (1974年)
- 「エキスプレス」 - "Express" / "Express (Disco Mix)" (1975年)
- 「ピース・パイプ」 - "Peace Pipe" / "Devil's Work Shop" (1975年)
- 「ギヴ・イット」 - "Give It What You Got" / "Happiness" (1975年)
- 「遥かなる影」 - "Close To You" / "Whatcha Think About That?" (1975年)
- 「グルーヴィン」 - "Can't Stop Groovin' Now, Wanna Do It Some More" / "Herbs" (1976年)
- 「エナジー・トゥ・バーン」 - "Energy To Burn" / "Make Your Body Move" (1976年)
- 「ファンキー・ミュージック」 - "Funky Music (Don't Laugh At My Funk)" / We Got It Together" (1977年)
- 「シャウト・イット・アウト」 - "Shout It Out" / "Ride On B.T." (1977年)
- "What Do You Do In The Dark" / "You Got Something" (1978年)
- "Give Up The Funk (Let's Dance)" / "Better Late Than Never" (1980年)
- "Does It Feel Good" / "Have Some Fun" (1980年)
- "Let Yourself Go" / "Cowboy Dancer" (1981年)
- "Keep It Up" / "Dancin' Dream" (1982年)
- "Star Child (Spirit Of The Night)" / "Just Can't Stop Dancin'" (1982年)
- "Hangin' Out" / "Hangin' Out (Instrumental)" (1983年)